# Inga killipiana
Inga killipiana är en ärtväxtart som beskrevs av James Francis Macbride. Inga killipiana ingår i släktet Inga och familjen ärtväxter. Inga underarter finns listade i Catalogue of Life.